# Casimiro Dias Vieira Júnior
Casimiro Dias Vieira Júnior (1853 — 1907) foi um político brasileiro.
Foi governador do Maranhão em três períodos, de 27 de outubro de 1893 a 2 de fevereiro de 1895, de 13 de agosto a 16 de dezembro de 1895, e de 29 de abril de 1896 a 26 de março de 1897.